# Angélique Arvanitaki
Angélique Arvanitaki (11 tháng 7 năm 1901 – 6 tháng 10 năm 1983) là một nhà sinh lý học thần kinh người Pháp thực hiện cách nghiên cứu về hoạt động điện của nơron sử dụng những sợi thần kinh lớn của một số động vật thân mềm khác nhau.

## Tiểu sử
Angélique Arvanitaki là người gốc Hy Lạp và được sinh ra tại Cairo vào ngày 11 tháng 7 năm 1901. Bà cưới Nick Chalazonitis, cũng là một nhà sinh lý học thần kinh; cả hai người đều nghiên cứu phương pháp luận của hoạt động điện sinh lý của hệ thần kinh của chi thỏ biển Aplysia.

## Nghiên cứu
Arvanitaki đóng góp vào mảng sinh lý học thần kinh với nghiên cứu về sợi thần kinh khổng lồ trong các chi thuộc Lớp Chân bụng, loài thỏ biển Aplysia và loài ốc sên đất liền Helix. Bà phát triển khái niệm chuẩn bị hạch của những dây thần kinh có thể xác định được lớn.< Arvanitaki cũng khám phá ra rằng những sự dao động diện thông thường có thể phát triển về kích cỡ theo chu kỳ cho đến khi một chuỗi các điện thế hoạt động được kích hoạt dọc theo các sợi thần kinh bị cô lập của mực nang, chiSepia. Một cống hiến thêm nữa của Arvanitaki là việc bà đã mô tả được rằng không cần phải có mạch nơron thì một dây thần kinh duy nhất cũng có thể sản sinh ra hoạt động có nhịp điệu và tự phát. Đồng thời, bà cũng khám phát ra rằng khi hai sợi thần kinh ở gần nhau thì hoạt động của một sợi thần kinh duy nhất cũng có thể gây ra hoạt động của một sợi thần kinh gần đó.